# 阿克賴特 (阿拉巴馬州)
阿克賴特（英語：Arkwright）是一個位於美國阿拉巴馬州謝爾比縣的非建制地區。該地的面積和人口皆未知。

## 地理
阿克賴特的座標為33°22′17″N 86°24′09″W / 33.37139°N 86.40250°W，而該地的平均海拔高度為140米（即459英尺）。